# Audio, Video, Disco
Audio, Video, Disco (Abreviado comúnmente también como AVD) es el segundo álbum de estudio de la banda francesa de música electrónica Justice que fue lanzado el 24 de octubre de 2011. El álbum fue anunciado durante la promoción del primer sencillo del álbum llamado "Civilization" que fue lanzado el 28 de marzo de 2011 en formato digital.

## Historia
Jesse F. Keeler (conocido como JFK), que pertenece al grupo electrónico MSTRKRFT, declaró que la producción del álbum de la banda ha finalizado y se encuentra en un período de preparación para su lanzamiento a finales de 2011. Surface of Air diseñó la carátula oficial del primer sencillo «Civilization», publicado originalmente en la página de Justice en Facebook. Éste muestra una inmensa roca en forma de cruz tumbada hacia un lado en un desierto. El 11 de agosto, mostraron ante la BBC de Londres un fragmento de la canción homónima del álbum: "Audio, Video, Disco", mientras que la versión completa fue presentada por Busy-P en una serie de conciertos realizados este año, y el pasado 6 de septiembre, el dúo mostró, también por medio de su cuenta de Facebook, el video oficial de esta canción., el sencillo salió a la venta el 26 de septiembre, incluyendo como lado B a la canción "Helix".
En el disco de vinil y CD, después de dejar sonar todas las canciones, al final se encuentra una canción secreta llamada "Presence".
El 13 de diciembre de 2011, anunciaron que el pasado 30 de enero, el tercer sencillo de este álbum fue "On'n'On", a raíz de esto, el 20 de enero fue publicado el videoclip oficial de la canción (claro que también fue duramente criticado por mostrar a varias mujeres desnudas).  El cuarto corte de difusión es la canción "New Lands", que salió a la venta el 25 de junio y su respectivo vídeo oficial fue estrenado el 11 de julio. Después, se anunció en diciembre de 2012 que el quinto sencillo del álbum es la canción "Helix" (que, como ya se mecióno, fue el lado B de "Audio, Video, Disco") y se estrenó el 7 de enero de 2013, con "Ohio" y "Presence" (la pista oculta del álbum), como lado B.

## Justice Live! 2012
Para la promoción de este disco, el dúo inició una nueva gira mundial, dónde el escenario es una combinación del que usaron en "A Cross The Universe" pero con un nuevo juego de luces, incluidos hasta en los amplificadores, esta gira también hace combinación con algunas canciones usadas en la gira pasada (que son prácticamente las canciones de † que ya estaban mezcladas cuando se usaron para la antigua presentación, pero ahora son remezcladas con las canciones de este álbum), el primer concierto que se dio fue en la ciudad de Sídney, Australia el 1° de enero del 2012, y culminó el 10 de noviembre del mismo año en la Ciudad de México, el dúo publicó un álbum el 7 de mayo de 2013 y el título es "Access All Arenas", el cual fue grabado durante el concierto que ofrecieron en la Arena de Nimes el 19 de julio de 2012.

## Recepción
El álbum fue recibido generalmente con críticas positivas. Tuvo un promedio de 69 puntos (en una escala del 1 al 100) en Metacritic.
La estación de radio "Australia's Triple J" coronó al álbum como el álbum de la semana desde el 24 hasta el 30 de octubre de 2011.

## Lista de canciones
La Lista de canciones del disco fue revelado por Xavier de Rosnay en una entrevista con la revista Tsugi el 5 de julio de 2011.
| N.º | Título                                                                                   | Duración |  |
| 1.  | «Horsepower»                                                                             | 3:40     |  |
| 2.  | «Civilization» (con Ali Love)                                                            | 3:38     |  |
| 3.  | «Ohio» (con Vincent Vendetta)                                                            | 4:00     |  |
| 4.  | «Canon (Primo)»                                                                          | 0:27     |  |
| 5.  | «Canon»                                                                                  | 3:40     |  |
| 6.  | «On'n'On» (con Morgan Phalen)                                                            | 4:30     |  |
| 7.  | «Brianvision»                                                                            | 3:10     |  |
| 8.  | «Parade»                                                                                 | 4:00     |  |
| 9.  | «New Lands» (con Morgan Phalen)                                                          | 4:14     |  |
| 10. | «Helix»                                                                                  | 4:28     |  |
| 11. | «Audio, Video, Disco.» (contiene como pista oculta la canción "Presence" en los LP y CD) | 10:31    |  |

| iTunes bonus tracks |                                     |          |  |
| N.º                 | Título                              | Duración |  |
| 12.                 | «Planisphère»                       | 17:39    |  |
| 13.                 | «Civilization» (Music Video)        | 3:48     |  |
| 14.                 | «Audio, Video, Disco» (Music Video) | 3:45     |  |

| Japanese bonus tracks |                               |          |  |
| N.º                   | Título                        | Duración |  |
| 12.                   | «Civilization» (Demo Version) | 3:38     |  |

## Posicionamiento
| Listas (2011)                        | Posición |
| ------------------------------------ | -------- |
| Australian Albums Chart              | 18       |
| Austrian Albums Chart                | 49       |
| Belgium Ultratop 40                  | 10       |
| Belgium Ultratop 50                  | 24       |
| Canadian Albums Chart                | 22       |
| Danish Albums Chart                  | 27       |
| Dutch Albums Chart                   | 97       |
| French Albums Chart                  | 5        |
| Irish Albums Chart                   | 33       |
| Italian Albums Chart                 | 59       |
| Spanish Albums Chart                 | 71       |
| Swiss Albums Chart                   | 15       |
| UK Albums Chart                      | 35       |
| UK Dance Albums Chart                | 2        |
| US Billboard 200                     | 37       |
| US Billboard Dance/Electronic Albums | 4        |
| World Albums Top 40                  | 19       |